# Tourdun

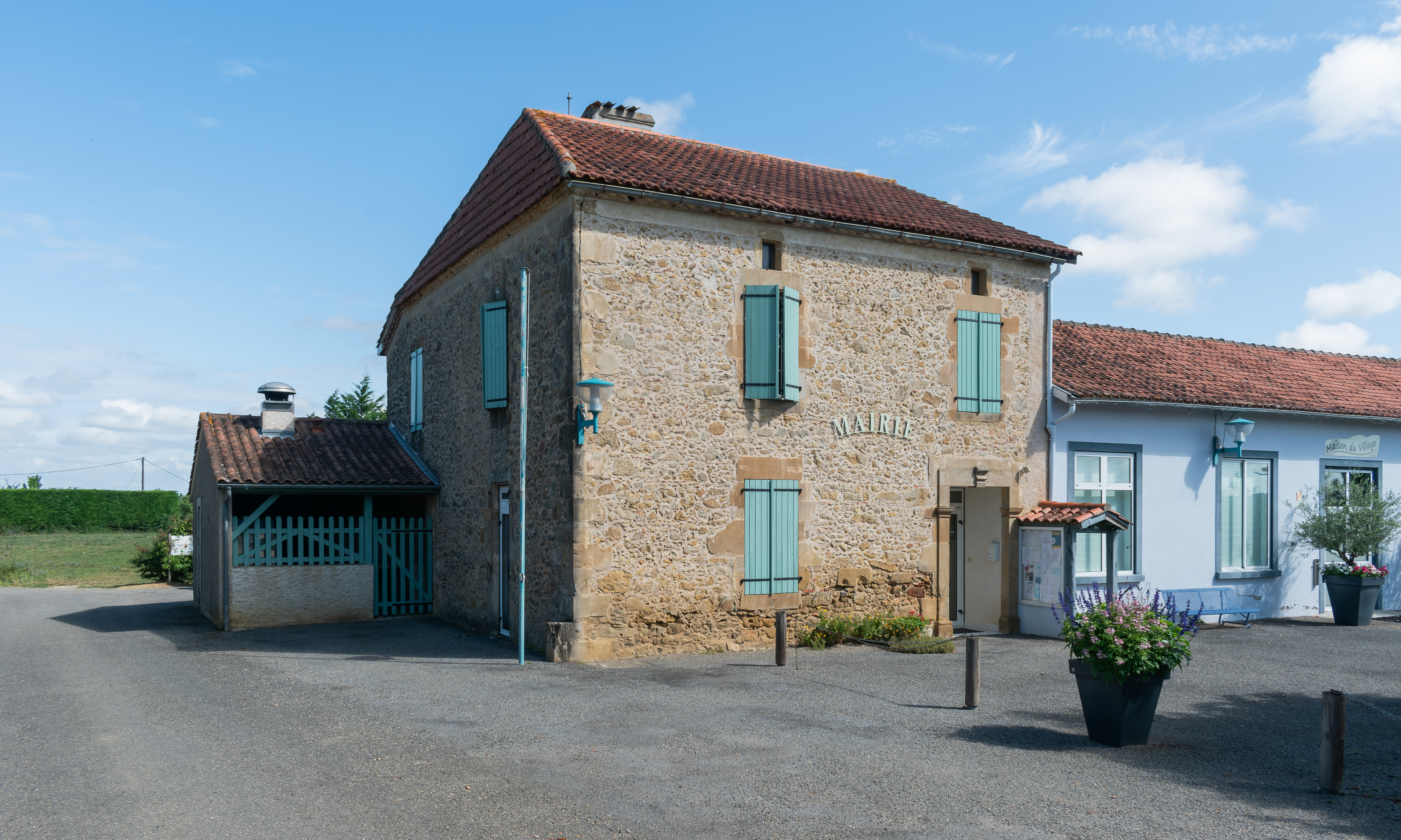
Rathaus von Tourdun

Tourdun ist eine französische Gemeinde mit 126 Einwohnern (Stand 1. Januar 2022) im Département Gers in der Region Okzitanien. Sie gehört zum Arrondissement Mirande und zum Kanton Pardiac-Rivière-Basse.

## Lage
Sie ist umgeben von folgenden Nachbargemeinden:
| Beaumarchés | Courties                                    | Armous-et-Cau       |
| Juillac     | Kompassrose, die auf Nachbargemeinden zeigt | Scieurac-et-Flourès |
|             | Marciac                                     |                     |

## Bevölkerungsentwicklung
| Jahr                      | 1962 | 1968 | 1975 | 1982 | 1990 | 1999 | 2008 | 2016 |
| ------------------------- | ---- | ---- | ---- | ---- | ---- | ---- | ---- | ---- |
| Einwohner                 | 93   | 97   | 88   | 85   | 91   | 105  | 97   | 111  |
| Quelle: Cassini und INSEE |      |      |      |      |      |      |      |      |